# Odontomyia hoodiana
Odontomyia hoodiana är en tvåvingeart som beskrevs av Jacques-Marie-Frangile Bigot 1887. Odontomyia hoodiana ingår i släktet Odontomyia och familjen vapenflugor. Inga underarter finns listade i Catalogue of Life.